# الطائرة المفقودة (فلم)
الطائرة المفقودة هو فيلم تشويق وإثارة مصري من إخراج أحمد النحاس وبطولة محمود ياسين، سهير رمزي، محيي إسماعيل ورجاء يوسف. وهو هو أول فيلم يخرجه أحمد النحاس

## نبذة
يقود الكابتن برهان ومساعده إبراهيم طائرة متجهة إلى الوادي الجديد. تسقط الطائرة في الصحراء الغربية في منطقة رمال متحركة تغوص تحتها، وتضم الطائرة نماذج كثيرة من البشر منهم الكابتن برهان غير المستقر في حياته العائلية الذي تربطه قصة حب مع المضيفة ليلى. وآمال مساعدته بنظرته المتفاءلة للمستقبل.

## طاقم العمل
- محمود ياسين بدور كابتن برهان
- سهير رمزي بدور ليلى
- محيي إسماعيل بدور إبراهيم
- رجاء يوسف بدور نجمة سينمائية
- أحمد بدير بدور سليمان
- فايزة كمال بدور سلوى

## وصلات خارجية
- مقالات تستعمل روابط فنية بلا صلة مع ويكي بيانات